# 丹毕坚赞

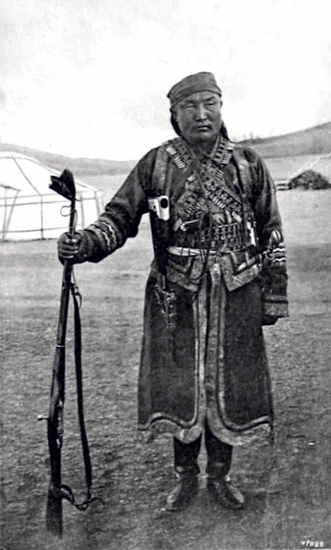
黑喇嘛丹毕坚赞

丹毕坚赞（藏語：བསྟན་པའི་རྒྱལ་མཚན་，威利转写：bstan pa'i rgyal mtshan，藏语拼音：Dambijantsan；1862年—1923年），又名黑喇嘛或假喇嘛、丹毕贾（Дамбийжаа），俄国卫拉特蒙古人物，活跃于20世纪初期的蒙古历史之中，他先后在蒙古、中国内蒙古、甘肃流窜，并总以喇嘛形象示人，但是其本人是否信仰藏傳佛教尚无定论。他自称是准噶尔汗国輝特臺吉阿睦尔撒纳的转世。

## 生平
丹毕自称出生于今俄罗斯境内卡尔梅克共和国的蒙古部落，但是未得到证实。相反，许多学者相信丹毕实际上是于1862年左右出生于阿斯特拉罕一带。
1890年，丹毕出现在清朝统治的外蒙古，由于进行反对清朝政府的活动而被逮捕。由于俄罗斯驻库伦领事馆出面证明丹毕系俄罗斯公民，最终丹毕只是被驱逐出境。次年丹毕再次入境，再一次因为同样的罪名而被驱逐出境。
1910年，丹毕又一次现身于新疆境内。不久，随着辛亥革命的爆发，外蒙古宣布独立。1912年春，丹毕动身前往科布多，他在所到之处不遗余力地鼓吹蒙古独立，自称是上天派来自中国人手中解放蒙古人的使者。很快他就组织了一支5000多人的部队，联合马克思尔扎布、达木丁苏隆、海山，相继攻佔了重镇乌里雅苏台城和科布多城，将该地与蒙古国联合。丹毕对待中国俘虏极为残酷，传说其亲自以右手执匕首划开俘虏胸膛，并用左手伸入胸腔摘取俘虏的心脏。丹毕还使用这些心脏与俘虏的大脑、血液混合，献祭于藏傳佛教诸神。另外，还有传说称丹毕使用人皮作为其卧室装饰。
由于其战功卓著，丹毕被哲布尊丹巴呼图克图封为活佛，成为外蒙古西部的军事统治者。但是在1914年，由于他的暴虐统治招致无数投诉，且图谋在当地营造独立王国，丹毕被俄国驻科布多领事命令西伯利亚哥萨克军队逮捕，且被押往托木斯克接受审讯，次年又被先后转去雅库茨克和伊尔库茨克。1916年，丹毕被流放回其出生的伏尔加河下游地区。
1918年，在十月革命之后，丹毕逃回外蒙古并组织了一支队伍，但很快就遭到了外蒙古政府的通缉。他不得不率领其小部队退往外蒙古、内蒙古、甘肃和新疆边境的戈壁，以劫掠往来商旅为生。1920年他截杀了白軍恩琴男爵派往拉萨使团的所有人，与其交恶。新疆督軍楊增新在哈密星星峽修築工事，防備黑喇嘛入境。
1922年10月蒙古人民党政府发布了对丹毕的判决书：“政府认为，必须采取措施，将人民的敌人，阴险狡猾、罪恶多端的丹毕坚赞迅速捉拿归案。军事法庭已经将他判处死刑。”1923年初，苏联和蒙古国派出了几批特工去寻找丹毕，内务部长巴勒丹道尔吉率领由蒙苏特工组成的别动队前往马鬃山执行剿匪任务。特工化装成喇嘛并伪装成哲布尊丹巴呼图克图的使团抵达丹毕城堡，对其进行了暗杀，蒙古军人南兹德巴特尔砍下了丹毕的首级，用福尔马林进行防腐处理后送往乌兰巴托，悬挂在广场上示众，最后带回苏联。目前，丹毕的首级保存于圣彼得堡俄羅斯國立人類學民族學博物館藝術間展示館，编号3394号。